# Quán Anh
Quán Anh (chữ Hán: 灌嬰, ? - 176 TCN), nguyên là người huyện Tuy Dương, là chính trị gia, thừa tướng nhà Hán trong lịch sử Trung Quốc. Xuất thân từ một thương nhân, ông gia nhập vào nghĩa quân chống nhà Tần do Lưu Bang chỉ huy. Trong chiến dịch diệt Tần, Quán Anh lập được nhiều công lao nên lần lượt được phong các tước vị Tuyên Lăng quân, Xương Văn quân... Năm 206 TCN, khi Lưu Bang xưng vương đã phong cho Quán Anh làm Lang trung, sau đó nâng tước vị của ông lên thành hầu (Xương Văn hầu), thực ấp ở Đỗ Bình. Trong giai đoạn Hán Sở phân tranh, Quán Anh tiếp tục theo Lưu Bang chinh chiến, thường giành được thắng lợi. Do đó khi Lưu Bang xưng đế (202 TCN), đã thăng Quán Anh làm Xa kị tướng quân, Dĩnh Âm hầu, thực ấp về sau lên tới khoảng 8500 hộ. Sau khi Lưu Bang mất, Quán Anh tham gia vào chiến dịch tiêu diệt ngoại thích họ Lã, ổn định nhà Hán, nên được phong chức Thái úy rồi thừa tướng (177 TCN). Tuy nhiên làm tướng một năm, sang 176 TCN, ông qua đời, được truy tặng thụy hiệu là Dĩnh Âm Ý hầu.

## Theo Hán vương khởi nghĩa
Sử sách không ghi rõ về thân thế và thời thiếu niên của Quán Anh, chỉ chép lại hoạt động của ông từ lúc theo Hán vương. Ban đầu, Quán Anh làm thương nhân ở quê nhà Tuy Dương. Khi quân của Lưu Quý (lúc đó đang làm Bái công) tiến đánh nhà Tần vào Ung Khâu thì nghe tin tướng Tần là Chương Hàm đã giết chết đại tướng khởi nghĩa Hạng Lương, nên phải lui về quận Đãng. Lúc này, Quán Anh mới xin gia nhập vào đội quân của Lưu Bang, trở thành tướng chống Tần.
Quán Anh đi theo Lưu Bang trong suốt các trận chiến với nhà Tần, thắng quân Tần ở Đông Quận, do đó được phong chức Thất Đại phu. Sau đó, ông tiếp tục bình định và chiếm được các cứ điểm của Tần là Bạc Nam, Khai Phong, Khúc Ngộ,... lập được chiến công. Bái công bèn phong cho ông tước Tuyên Lăng quân. Những năm tiếp theo, Quán Anh tiếp tục tham gia chống Tần, đánh thắng quân Tần ở Thi Bắc, bình định quận Nam Dương, phía tây tiến vào Vũ Quan và đại thắng quân Tần ở Lam Điền, mở đường cho việc tiến vào Quan Trung. Nhờ những công lao đó, Quán Anh lại được phong làm Xương Văn quân.
Năm 206 TCN, Lưu Bang lên ngôi Hán vương, phong cho Quán Anh chức Lang trung, sang tháng 10, ông được thăng làm Trung Yết giả. Cũng từ năm đó, chiến tranh giữa Lưu Bang và Hạng Vũ nổ ra. Lưu Bang xuất quân tiêu diệt Tam Tần, cứ điểm ở phía tây của Hạng vương, tiến vào Quan Trung, còn Quán Anh dẫn một cánh quân hạ được Lịch Dương, buộc Tắc vương Tư Mã Hân đầu hàng. Sau đó ông lại theo Lưu Bang đánh Ung vương Chương Hàm, tiếp đó lại tiến vào Lâm Tấn và bình định đất Ân.
Cùng năm đó, Quán Anh giao chiến với tướng Sở là Long Thư, đánh thắng Thư ở Định Đào. Nhờ chiến công này, Quán Anh được nâng tước từ quân lên hầu (Xương Văn hầu) và được phong thực ấp ở Đỗ Bình.
Năm 204 TCN, Quán Anh tham gia vào trận chiến Bành Thành với Hạng Vũ, bị quân Sở đánh bại. Quán Anh cùng chủ tướng Lưu Bang phải chạy khỏi Bành Thành, rút về đóng quân ở Ung Khâu. Trong thời gian này, Quán Anh tiếp tục đánh thắng quân của Vương Vũ, Ngụy Công Thân, sau đó tiến đánh Huỳnh Dương.
Lúc đó Lưu Bang tuyển kị binh để ra giao chiến với quân Sở, muốn lấy một người kị binh thông thạo trận mạc làm tướng. Có người đề cử Lý Tất và Lạc Giáp, nhưng hai người vốn là kị binh cũ của nhà Tần, nên không được tin tướng. Vì thế Hán vương cho Quán Anh Trung Đại phu và chỉ cho Lý, Lạc làm Tả hữu giáo úy để phụ giúp ông. Khi ra giao chiến với quân Sở, kị binh của Quán Anh giành chiến thắng, đánh bại quân Sở. Quán Anh thừa cơ tiến vào hậu phương, cắt đứt đường lương thảo của Hạng vương rồi dẫn kị binh về Hà Nam, nghênh đón Lưu Bang về Lạc Dương. Lưu Bang phong cho ông làm Ngự sử Đại phu và sai ông dẫn kị binh cùng Hàn Tín tiến công vào nước Tề. Hai ông đánh bại quân Tề, giết tướng Long Thư, bình định đất Tề. Sau đó Hàn Tín tự lập lên ngôi Tề vương, sai Quán Anh dẫn quân giao chiến với tướng Sở là Công Cảo ở Lỗ Bắc, tiến vào nước Sở. Ông nhanh chóng hạ các thành của Sở, tiến chiếm Bành Thành. Sau cùng, ông tham gia vào trận quyết chiến cùng Hạng vương ở Cai Hạ. Ông dẫn 5000 kị binh truy kích Hạng Vũ tới Đông Thành, sau Vũ tự tử, năm bộ tướng của Quán Anh cắt đầu của Vũ dâng lên Hán vương, được phong hầu.

## Thời Cao Tổ và Lã Hậu
Sau khi diệt Hạng Vũ, Quán Anh tiếp tục kéo quân bình định miền đất 52 huyện ở Giang Hoài.
Năm 202 TCN, Lưu Bang xưng đế, lập ra nhà Hán, luận công ban thưởng cho Quán Anh, phong cho ông làm Xa kị tướng quân và ban thực ấp ban đầu là 3000 hộ. Sau đó, ông được lệnh dẫn quân tiêu diệt bè đảng của Yên vương Tạng Đồ còn sót lại. Sau khi về triều, Lưu Bang lại ban cho Quán Anh làm Dĩnh Âm hầu và tăng thực ấp 2500 hộ.
Năm 200 TCN, Hàn vương Tín nổi dậy chống lại nhà Hán, Quán Anh đi theo Lưu Bang đánh dẹp, Tín chạy sang Hung Nô. Quân Hán bình định các vùng phía bắc. Những năm tiếp theo, Quán Anh còn tham gia chiến dịch dẹp loạn Trần Hy và Anh Bố, do đó lại được phong thưởng, tăng thực ấp lên tới 5000 hộ.
Sau khi Hán Cao Tổ Lưu Bang chết, quyền hành trong triều rơi vào tay Lã hậu. Lã hậu tiến hành phong vương cho các thân tộc họ Lã để chiếm lấy triều chính. Năm 180 TCN, Lã hậu chết, Đông Mưu hầu Lưu Chương muốn đánh họ Lã để lập anh mình là Tề vương Lưu Tương làm thiên tử, bèn xin Tề Vương đem binh về hướng tây giết họ Lã mà làm vua, ông và Chu Hư Hầu cùng các quan đại thần sẽ làm nội ứng.
Tề vương bèn xuất quân tây tiến. Trước sức mạnh của quân Tề, thừa tướng Lã Sản (em Lã hậu) sai Quán Anh cầm binh đánh dẹp, nhưng Quán Anh lại bàn với quân lính, đóng binh ở Huỳnh Dương, và sai sứ đến phía đông liên kết với Tề vương, dự định khi họ Lã làm biến sẽ tiêu diệt. Về sau, các đại thần Trần Bình và Chu Bột làm binh biến, giết chết họ Lã và đưa Hán Văn Đế lên ngôi.

## Thừa tướng nhà Hán
Năm 177 TCN, thừa tướng Chu Bột từ chức, Hán Văn Đế phong cho Quán Anh làm Thừa tướng. Cùng năm đó, quân Hung Nô sang xâm phạm biên giới, Quán Anh được lệnh cầm 85000 quân đánh dẹp, đánh bại Hung Nô.
Năm 176 TCN, Quán Anh qua đời, được phong thụy hiệu là Dĩnh Âm Ý hầu. Tính từ khi theo Lưu Bang khởi nghĩa năm 208 TCN đến khi mất, ông hoạt động được hơn 30 năm, không rõ bao nhiêu tuổi.

## Dòng họ
Con ông là Quán Á lên nối tước, tức Bình hầu, được 28 năm thì chết, con là Cường nối ngôi. Năm 131 TCN, Cường phạm tội, tước bị phế trừ.
Về sau Hán Vũ Đế lại phong cháu Quán Anh là Quán Hiền làm Lâm Nhữ hầu để kế tục ông, được 8 năm thì cũng bị phế.